# Luitzen Egbertus Jan Brouwer
Luitzen Egbertus Jan „Bertus" Brouwer (27. února 1881 – 2. prosince 1966), často také uváděný jako L. E. J. Brouwer nebo Jan Brouwer, byl nizozemský matematik a filosof pracující zejména v oborech teorie množin, topologie a komplexní analýzy.
Brouwerova věta o pevném bodu patří k jeho známým výsledkům, stejně jako jeho práce v oblasti intuicionistického směru v logice a teorii množin.
Brouwer je zakladatelem intuicionismu, konstruktivistického směru ve filosofii matematiky, který tvrdí, že matematika je spíše kognitivní konstrukt než druh objektivní pravdy. Tento postoj vedl ke sporu s Davidem Hilbertem, v němž Brouwer polemizoval proti Hilbertovým formalistickým postojům. Brouwerovy myšlenky následně převzal jeho žák Arend Heyting a Hilbertův bývalý student Hermann Weyl. Kromě matematických prací vydal v roce 1905 Brouwer také krátký filozofický text Leven, Kunst, en Mystiek („Život, umění a mystika").

## Životopis
Brouwer se narodil roku 1881 do holandské protestantské rodiny. 
V roce 1897 započal své studium matematiky a fyziky na Amsterdamské univerzitě. Tam poté roku 1904 obdržel svův magisterský titul, vydal svou první publikaci. ve které se věnoval rotacím ve čtyřrozměrném prostoru, a uzavřel sňatek s Lize de Holl. V roce 1907 získál doktorát, jeho disertační práce se nazývala Over de Grondslagen der Wiskunde, tj. „O základech matematiky." S touto prací započala Brouwerova snaha zrekonstruovat matematiku podle filosofie intuicionismu.
Mezi lety 1909 až 1913 se Brouwer převážně věnoval topologii. Naprostá většina jeho práce v této disciplíně pochází právě z tohoto období. Kvůli svým důležitým výsledkům je považován za jednoho ze spoluzakladatelů topologie. Mezi jeho nejvýznamnější příspěvky z tohoto období patří zejména věta o pevném bodu a věta o invarianci oblasti.
Kvůli rozepřím ohledně Mathematische Annalen, matematické publikace, kterou vedl David Hilbert, ve třícátých letech založil vlastní vědecký časopis, Compositio Mathematica. 
Roku 1935 vstoupil do místní politiky, když byl zvolen jako kandidát za Neutrale Partij (dosl. „Neutrální stranu") do obecní rady městečka Blaricum.
Zemřel roku 1966, když ho před jeho domem srazil automobil.